# Moimenta e Montouto
Moimenta e Montouto (oficialmente, União das Freguesias de Moimenta e Montouto) é uma freguesia portuguesa do município de Vinhais, com 43,35 km² de área e 219 habitantes (censo de 2021). A sua densidade populacional é 5,1 hab./km².

## História
Foi criada aquando da reorganização administrativa de 2012/2013, resultando da agregação das antigas freguesias de Moimenta e Montouto.

## Demografia
A população registada nos censos foi:
| Distribuição da População por Grupos Etários | Distribuição da População por Grupos Etários | Distribuição da População por Grupos Etários | Distribuição da População por Grupos Etários | Distribuição da População por Grupos Etários |
| -------------------------------------------- | -------------------------------------------- | -------------------------------------------- | -------------------------------------------- | -------------------------------------------- |
| Ano                                          | 0-14 Anos                                    | 15-24 Anos                                   | 25-64 Anos                                   | > 65 Anos                                    |
| 2001                                         | 32                                           | 34                                           | 148                                          | 135                                          |
| 2011                                         | 26                                           | 24                                           | 110                                          | 118                                          |
| 2021                                         | 9                                            | 16                                           | 98                                           | 96                                           |

À data da junção das freguesias, a população registada no censo anterior (2011) foi:
| Freguesia atual                             | Freguesia atual  | Freguesia atual | Freguesias antigas | Freguesias antigas | Freguesias antigas |
| Freguesia                                   | População (2011) | Área (km²)      | Freguesia          | População (2011)   | Área (km²)         |
| ------------------------------------------- | ---------------- | --------------- | ------------------ | ------------------ | ------------------ |
| União das Freguesias de Moimenta e Montouto | 278              | 43,35           | Moimenta           | 168                | 17,35              |
| União das Freguesias de Moimenta e Montouto | 278              | 43,35           | Montouto           | 110                | 27,82              |